# 阿爾塔西夫
50°0′38″N 24°7′48″E / 50.01056°N 24.13000°E
阿爾塔西夫（烏克蘭語：Артасів），是烏克蘭西部的村莊，隸屬利維夫州的利維夫區。該村面積12.84平方公里，2015年該村落人口632，人口密度每平方公里49.22人。